# Кузнецов, Леонид Кузьмич
Леони́д Кузьми́ч Кузнецо́в (7 ноября 1921, Большой Вьяс, Пензенская губерния — 3 февраля 1987, Москва) — полковник Советской Армии, участник Великой Отечественной войны, Герой Советского Союза (1945).

## Биография
Леонид Кузьмич Кузнецов родился 7 ноября 1921 года в крестьянской семье в селе Большой Вьяс (Козмодемьянское) Большевьясского сельсовета Больше-Вьясской волости Саранского уезда Пензенской губернии, ныне сельсовет входит в Лунинский район Пензенской области.
В конце 1920-х годов семья Кузнецовых переехала на жительство в город Шадринск. Леонид поступил здесь в среднюю школу № 10. Учился в школах №№ 3, 10 города Сатки Челябинской области, где окончил 7 классов в 1936 году. Был членом комитета комсомола школы, спортсменом, являлся активный членом ОСОАВИАХИМа, инструктором противохимической обороны. Учился в школе ФЗУ в городе Челябинске, активно занимался в кружках ОСОАВИАХИМа. В июне 1941 Леонид Кузьмич окончил Челябинский аэроклуб.
Член ВЛКСМ с 1938 года
В Рабоче-крестьянскую Красную Армию призван Шадринским РВК 15 сентября 1940 года и по путёвке Шадринского райкома комсомола был направлен в Чкаловскую военную авиационную школу лётчиков, которую окончил в феврале 1943 года.
С мая 1943 года — на фронтах Великой Отечественной войны. В 1943 году участвовал в боях на Кубани, в прорыве «Голубой линии» и Миус-фронта, в освобождении Донбасса и Запорожской области, города Мелитополя.
С 1943 года член ВКП(б), в 1952 году партия переименована в КПСС.
В 1944 году участвовал в боях за Днепр при ликвидации Никопольского плацдарма, в боях на Сиваше и в освобождении Крыма, в том числе города Севастополя, в освобождении Эстонии, в боях на рижском направлении. 
К сентябрю 1944 года лейтенант Леонид Кузнецов был заместителем командира эскадрильи 806-го штурмового авиаполка 206-й штурмовой авиадивизии 14-й воздушной армии 3-го Прибалтийского фронта. К тому времени он совершил 114 боевых вылетов на бомбардировку и штурмовку скоплений боевой техники и живой силы противника, его важных объектов, нанеся ему большие потери.
В 1945 году участвовал в воздушной блокаде Либавы (Лиепаи), в штурмовках войск Группы армий «Курляндия».
Указом Президиума Верховного Совета СССР от 23 февраля 1945 года за «образцовое выполнение боевых заданий командования на фронте борьбы с немецкими захватчиками и проявленные при этом мужество и героизм» лейтенант Леонид Кузнецов был удостоен высокого звания Героя Советского Союза с вручением ордена Ленина и медали «Золотая Звезда» за номером 7220. На фюзеляже его самолёта Ил-2 было написано слово «Родина».
После окончания войны Кузнецов продолжил службу в Советской Армии. Окончил вечернюю среднюю школу в 1947 году. В 1955 году он окончил Военно-воздушную академию. Командовал авиаполком. В 1971 году в звании полковника Кузнецов был уволен в запас.
Проживал в Москве, работал с молодёжью по подготовке к военной службе.
Леонид Кузьмич Кузнецов скончался 3 февраля 1987 года, похоронен на Митинском кладбище Москвы (участок 18а).

## Награды
- Герой Советского Союза, 23 февраля 1945 года[4]:
  - Орден Ленина.
  - Медаль «Золотая Звезда» № 7220;
- Орден Красного Знамени, дважды: 3 декабря 1943 года[5], 14 января 1944 года[6].
- Орден Александра Невского, 8 января 1945 года[7].
- Орден Отечественной войны I степени, 6 апреля 1985 года[8]
- Орден Красной Звезды, дважды: 31 июля 1943 года[9], 30 декабря 1956 года[10].
- Медали, в т.ч.:
  - Медаль «За боевые заслуги», 19 ноября 1951 года
  - Медаль «За победу над Германией в Великой Отечественной войне 1941—1945 гг.», 18 июня 1945 года[11][12][13]

## Память
Мемориальная доска на школе № 10 города Шадринска, где учился.

## Семья
Родители: Кузьма Афанасьевич и Мария Тимофеевна Кузнецовы. 